# Lo Sin Yan
Happy Lo Sin Yan (chinesisch 盧善恩, Jyutping Lou4 Sin6 Jan1; * 25. Februar 2003 in Hongkong) ist eine Badmintonspielerin aus Hongkong.

## Karriere
Lo Sin Yan stand beim Odisha Masters 2023 im Finale. Ein Jahr später siegte sie bei den Iran Fajr International. Im gleichen Jahr startete sie bei den Olympischen Spielen 2024 in Paris. Im Dameneinzel schied sie dabei schon in der Vorrunde aus.

## Erfolge

### BWF World Tour
Dameneinzel
| Jahr | Wettbewerb     | Level     | Gegner         | Ergebnis           | Resultat |
| ---- | -------------- | --------- | -------------- | ------------------ | -------- |
| 2023 | Odisha Masters | Super 100 | Nozomi Okuhara | 7–21, 23–21, 20–22 | Finalist |

### BWF International Challenge/Series
Dameneinzel
| Jahr | Wettbewerb              | Gegner      | Ergebnis     | Resultat |
| ---- | ----------------------- | ----------- | ------------ | -------- |
| 2023 | Swedish Open            | Hina Akechi | 12–21, 14–21 | Finalist |
| 2024 | Iran Fajr International | Tasnim Mir  | 21–14, 21–12 | Sieger   |